# Wijtiwci (rejon winnicki)
Wijtiwci (ukr. Війтівці) – wieś na Ukrainie, w obwodzie winnickim, w rejonie winnickim, w hromadzie Lipowiec, nad Sibokiem. W 2001 roku liczyła 603 mieszkańców.